# Самонаклад
Самонакла́д (самонакладни́к) — механізм, призначений для поштучної подачі напівфабрикатів із стопи (наприклад, листових матеріалів, зошитів, книжкових блоків, палітурних кришок тощо) і встановлення їх в положення, зручне для транспортування на наступні операції або для подальшої обробки.
Складається з пристрою, що відокремлює або виштовхує (зсуває) крайній напівфабрикат від стопи, розташованої вертикально або горизонтально, і пристроїв, що забезпечують поштучний вивід напівфабрикатів в кінцеве положення. Відокремлювальний і вивідні пристрої робляться механічними або пневматичними.
Забезпечується механічними, електромеханічними або електронними пристроями, що контролюють поштучний вивід напівфабрикатів.